# Tvåhjärtbladiga växter
De tvåhjärtbladiga växterna (även dikotyledoner) är en äldre klass i den botaniska systematiken, omfattande flertalet svenska växtfamiljer. Det vetenskapliga namnet är Magnoliopsida eller i äldre systematik Dicotyledoneae. Enligt Catalogue of Life har klassen Magnoliopsida omfattat 241 488 arter. Numera indelas grupperingen på ett antal ordning, med trikolpater (eudikotyledoner) som den största.

## Historik

### Bakgrund och kännetecken
Den historiska indelningen av blomväxter i en- respektive tvåhjärtbladiga växter utgick från antalet hjärtblad i växtens grodd. Denna klassifikationsmetod föreslogs 1682 av den engelske naturalisten John Ray i hans Methodus Plantarum Nova.
Gruppen kännetecknas bland annat av fyr- eller femtaliga blommor, fjädernerviga blad, förekomst av huvudrot, stjälkar och stammar med sekundär tjocklekstillväxt.

### Senare historia
Denna indelning var praktiskt användbar, trots diskussioner om dess vetenskaplighet, och den har fått stor spridning. Senare analyser har utifrån fylogenetik, molekylär genetik och kemi visat att de tvåhjärtbladiga växterna inte är en sammanhållen enhet; enhjärtbladiga växter anses dock fortfarande som en enda enhet inom växtriket.
Den övervägande delen av de tidigare tvåhjärtbladiga växterna bildar numera en monofyletisk grupp som kallas trikolpater eller Eudicotyledonae, de sant tvåhjärtbladiga växterna. Övriga klassas som basala tvåhjärtbladiga. Trikolpaterna och de enhjärtbladiga växterna (monokotyledonerna) är här de mest artika ordningarna bland de totalt åtta ordningarna – eller grupper av ordningar – inom det numera accepterade taxonomiska systemet för blomväxter. Av de sju ordningarna/ordningsgrupperingarna härförs de allra flesta till trikolpaterna.
Konsensus hos Angiosperm Phylogeny Group är att enhjärtbladiga växter utvecklats ur tvåhjärtbladiga, förfadern till dem kan placeras någonstans mellan trikolpaterna och de basala tvåhjärtbladiga. Eftersom de olika grupperna av tvåhjärtbladiga växter är närmare släkt med de enhjärtbladiga än vad de är med varandra anses det olämpligt att använda benämningarna "dikotyledoner" och "tvåhjärtbladiga", åtminstone i taxonomiska sammanhang.

## Underklasser och ordningar
I Cronquistsystemet indelades de tvåhjärtbladiga växterna i underklasser:
- Asteridae
- Caryophyllidae
- Dilleniidae
- Hamamelidae
- Hamamelididae
- Magnoliidae
- Rosidae

Ordningar inom tvåhjärtbladiga blomväxter, i alfabetisk ordning:
- Amborellales
- Apiales (araliaordningen)
- Aquifoliales
- Asterales (asterordningen)
- Austrobaileyales
- Balanophorales (inklusive Balanophoraceae)
- Berberidopsidales
- Boraginales (förgätmigejordningen)
- Brassicales (kålordningen)
- Bruniales
- Buxales (buxbomsordningen)
- Canellales
- Capparales
- Caryophyllales (nejlikordningen)
- Celastrales (benvedsordningen)
- Ceratophyllales (se särvsläktet)
- Chloranthales (se Chloranthaceae)
- Cornales (kornellordningen)
- Crossosomatales
- Cucurbitales
- Dilleniales
- Dipsacales (väddordningen)
- Ericales (ljungordningen)
- Escalloniales (inklusive Escalloniaceae)
- Fabales (ärtordningen)
- Fagales (bokordningen)
- Garryales
- Gentianales (gentianaordningen)
- Geraniales (näveordningen)
- Gunnerales
- Huerteales
- Icacinales (inklusive Icacinaceae)
- Lamiales (plisterordningen)
- Laurales ((lagerordningen)
- Magnoliales (magnoliaordningen)
- Malpighiales (malpigiaordningen)
- Malvales
- Myrtales (myrtenordningen)
- Nymphaeales (näckrosordningen)
- Oxalidales (harsyreordningen)
- Picramniales (inklusive Picramniaceae)
- Piperales (pepparordningen)
- Polygonales (inklusive slideväxter)
- Proteales (proteaordningen)
- Ranunculales (ranunkelordningen)
- Rosales (rosordningen)
- Sabiales (inklusive Sabiaceae)
- Santalales (sandelträdsordningen)
- Sapindales (kinesträdordningen)
- Saxifragales (stenbräckeordningen)
- Solanales (potatisordningen)
- Tamaricales (se tamarisk)
- Trochodendrales (inklusive Trochodendraceae)
- Vahliales (inklusive vahlia)
- Vitales (inklusive vinväxter)
- Zygophyllales (pockenholtsordningen)